# Govren, Smolean
Govren (în bulgară Гьоврен) este un sat în comuna Devin, regiunea Smolean,  Bulgaria. 

## Demografie
Componența etnică a satului Govren
     Turci (87,84%)
     Bulgari (1,76%)
     Nicio identificare (10,38%)
     Altele (0%)
La recensământul din 2011, populația satului Govren era de 905 locuitori. Din punct de vedere etnic, majoritatea locuitorilor (87,84%) erau turci, cu o minoritate de bulgari (1,76%). Pentru 10,38% din locuitori nu este cunoscută apartenența etnică.